# Bătălia din Marea Coralilor (film)
Battle of the Coral Sea (Bătălia din Marea Coralilor) este un film de război din 1959 regizat de Paul Wendkos. În rolurile principale au interpretat Cliff Robertson și Gia Scala⁠(d).

## Rezumat
Echipajul unui submarin american se află într-o misiune de recunoaștere, fotografiind instalații japoneze printr-un aparat de fotografiat periscopic. Când este atacat de japonezi, submarinul (asemănător cu USS Perch⁠(en)[traduceți])  este sabordat și echipajul este capturat. Torturați de japonezi, cu ajutorul prizonierilor britanici și australieni, ofițerii submarinului fac o tentativă de evadare pentru a le aduce informațiile aliaților. Filmul se încheie cu filmări ale Bătăliei din Marea Coralului (1942), care, conform filmului, a fost posibilă datorită informațiilor aduse înapoi de echipajul submarinului.

## Distribuție
- Cliff Robertson - locotenent comandant Jeff Conway
- Gia Scala -  Karen Philips
- Teru Shimada - comandantul Mori
- Patricia Cutts - locotenentul Peg Whitcomb
- Gene Blakely - locotenentul Len Ross
- LQ Jones - servant Halliday
- Robin Hughes - maiorul Jammy Harris
- Tom Laughlin -  Ensign Franklin
- George Takei -  operator radio japonez (necreditat)

(Notă de distribuție: ambele actrițe principale au murit de otrăviri cu barbiturice  la începutul anilor 1970, otrăviri fără legătură între ele.)

## Producție
Filmările au început în martie 1959. Filmările  au fost făcute pe insula Santa Catalina și pe Insulele Canalului de pe coasta Californiei.